# سهره گلی سینه‌تیره
سهره گلی سینه‌تیره (نام علمی: Procarduelis nipalensis) گونه‌ای از سهرگان راستین از سردهٔ تک‌نماد Procarduelis است که در بوتان، چین، هند، لائوس، میانمار، نپال، پاکستان، تایلند و ویتنام یافت می‌شود. زیستگاه‌های طبیعی آن جنگل‌های شمالی و بوته‌زارهای نیمه‌گرمسیری یا گرمسیری با ارتفاع زیاد است.